# بینوایان (مینی‌سریال ۲۰۰۰)
بینوایان (به فرانسوی: Les Misérables) مینی‌سریالی تلویزیونی به کارگردانی ژوزه دایان (به فرانسوی: Josée Dayan) می‌باشد که در کشور فرانسه بر اساس رمان ویکتور هوگو ساخته شده‌است.
این مینی سریال چهار قسمتی که یکی از وفادارترین آثار ساخته شده با اقتباس از رمان بینوایان است، مورد تحسین منتقدان قرار گرفته‌است.
این اثر تلاش می‌کند دوره‌های زمانی رمان بینوایان را تحت پوشش قرار دهد.

## خلاصه داستان
ژان والژان که به جرم سرقت نان در زندان تولون به سر می‌برد، پس از گذراندن دوران محکومیتش با گذرنامه زرد آزاد می‌شود. این گذرنامه نشان می‌دهد که او سابقه‌دار است.
والژان زندگی جدیدی به عنوان تاجر در پیش می‌گیرد و به مقام شهرداری می‌رسد. به علت نابخردی سرکارگر کارخانه وابسته به شهرداری و عدم توجه والژان به اتفاقات درون کارخانه، فانتین (مادر کوزت) اخراج می‌شود و زندگی سختی را در پیش می‌گیرد. در همین حین کوزت در کاروانسرای تناردیه نیز شرایط خوبی ندارد.
والژان پس از آگاهی نسبت به این موضوع تصمیم می‌گیرد جبران مافات بکند…

## بازیگران
- ژرار دوپاردیو: ژان والژان
- جان مالکوویچ: ژاور
- شارلوت گنسبور: فانتین
- لئوپولدینی سر: کوزت (کودکی)
- ویرژینی لدواین: کوزت (جوانی)
- کریستیان کلاویه: تناردیه
- ورونیکا فرس: مادام تناردیه
- آزیا آرجنتو: اپونین
- انریکو لو ورسو: ماریوس
- ژن مورو: مادر ترزا
- وادیم گلونا: فوشلوون